# Tammerkoski

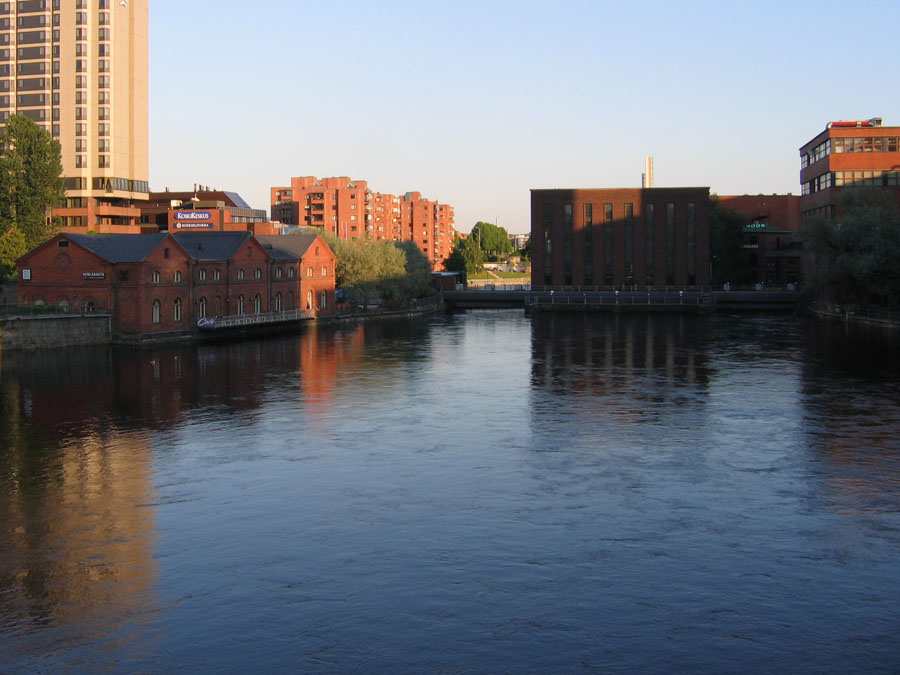
A Tammerkoski déli oldala

A Tammerkoski egy kis folyó pár zúgóval Tampere központjában, a Finn-tóvidéken, Finnországban. Tampere város két tó, a Näsijärvi és a Pyhäjärvi között terül el. A két tó közti szintkülönbség 18 méter, ezt a két tavat köti össze a Tammerkoski. A Tammerkoski partja az egyik legrégibb ipari terület Finnországban. A 17. században egy forgalmas piacnak adott otthont. Tamperét a Tammerkoski partján alapították, mivel a folyón lévő zuhatagok megfelelő energiaforrást biztosítottak az ipari termelés számára. 
Jelenleg három erőmű és gát található a Tammerkoskin. A legmagasabban fekvő gát a Finlayson és a Tampella között található. Középen a város erőműve található, a legalacsonyabban pedig a Tako papírgyár által használt gát helyezkedik el.

## Történelem
A Tammerkoskiról már 1405-ben kelt hivatalos dokumentumok is említést tesznek. Az első gátakat a folyón a 15. században építették. A gátat használó malom feletti első tulajdonjogi viták 1466-ban kezdődtek Takahuhti, Messukylä és a Tammerkoski között. Száz évvel később a kormány felismerte a területben rejlő lehetőségeket és próbálták az irányításuk alá venni az addig földművesek tulajdonában lévő gátat. A próbálkozás sikertelen volt a helyi lakosság ellenállása miatt.
A 17. században egy népszerű piactér jött létre a Tammerkoski körül, a folyón lévő hídtól nyugatra. A 18. században a piacteret áthelyezték Harjuba.
1775-ben III. Gusztáv svéd király Finnországba utazott és kibocsátotta Kauppala hivatalos alapítólevelét, amelyet később Tamperére neveztek át. A folyón átívelő első fahidat 1807-ben építették. Ezt később 1884-ben vasbeton hídra cserélték, amelyet 1929-ben Hämeensilta-nak kereszteltek. Azóta több különböző hidat építettek a gépjármű-közlekedés számára. Ezek közé tartozik a Ratinan silta, Satakunnansilta és a Paasikivensilta. Ezen kívül egy vasúti híd, valamint a gyalogos közlekedés számára további két híd található a folyó felett, a Ratinan suvannon silta és a Patosilta.
Az 1990-es évek elejére az ipari termelés szinte teljesen eltűnt a Tammerkoski partjáról, kivéve a még ma is működő Tako papírgyárat, amely kiváló minőségű csomagolópapírt gyárt különböző luxus termékek, például francia parfümök számára. A folyó partján található többi öreg gyárépületeket éttermekké, múzeumokká alakították át. A folyó vize nem szennyezett és a halászok körében nagy népszerűségnek örvend.